# Micragrotis elaphrodes
Micragrotis elaphrodes là một loài bướm đêm trong họ Noctuidae.